# Пьолле, Эрик
Эрик Пьолле (фр. Éric Piolle; род. 6 января 1973, По, Аквитания, Франция) — французский государственный деятель. С марта 2010 по апрель 2014 года работал региональным советником в Рона — Альпы. Мэр Гренобля с апреля 2014 года.

## Биография
Родился во французском городе По, где окончил среднюю школу. Затем поступил в Политехнический институт Гренобля, изучал инженерное дело. В 2001 году стал работать в компании Hewlett-Packard, где затем стал старшим менеджером на предприятии в Гренобле. В феврале 2011 года был уволен за отказ составить план по перемещению производства. После увольнения стал соучредителем компании Raise Partners, специализирующейся на управлении финансовыми рисками.

## Политическая деятельность
В 1997 году, в возрасте 24 лет, стал кандидатом в депутаты от восьмого округа департамента Изера и получил 1,35 % голосов. В 2002 году был запасным кандидатом на выборах в законодательные органы первого округа Изера.
В марте 2010 года был избран региональным советником Изера, департамента региона Рона — Альпы, в качестве члена коалиции «Европейская экология».
В июне 2012 года был кандидатом в депутаты от первого округа Изера в качестве члена EELV, набрал 7,7 % голосов.
В 2014 году стал кандидатом в мэры Гренобля на муниципальных выборах под девизом «Grenoble, Une Ville pour Tous» («Гренобль — это город для всех»). Стал ведущим кандидатом на протяжении всей предвыборной гонки, получив поддержку со стороны защитников окружающей среды, «Европа Экология Зелёные», «Левой партии», Les Alternatifs, Gauche anticapitaliste и двух местных ассоциаций, ADES и Citizen Network. Был избран мэром Гренобля на сессии городского совета 4 апреля 2014 года, сменив Мишеля Десто (Социалистическая партия), получив 50 голосов из 59. После этих выборов Гренобль стал первым французским городом с населением более 100 000 человек, избравшим муниципальное правительство коалиции «Европа Экология Зелёные».
После победы на выборах отказался баллотироваться на пост председателя метрополии Гренобль-Альпы и подал в отставку с должности регионального советника Рона-Альпы.
В 2017 году на президентских выборах во Франции призвал избирателей поддержать Жан-Люка Меланшона.